# Strah
Malo čustev ima takšen vpliv na naše obnašanje in počutje kot strah. Je osnovni mehanizem za preživetje, ki se sproži kot odgovor na določene dražljaje, kot so bolečina ali nevarnost. Je sposobnost prepoznavanja nevarnosti in vodi k potrebi po soočenju z nevarnostjo ali begu pred njo (temu rečemo odziv boj ali beg). V izrednih primerih doživljanja strahu (groza) je možen odziv tudi otrpnitev telesa (nepremičnost). Seveda se nam strahu kot takega ni potrebno učiti, to čustvo nam je vrojeno. Najbolj učinkovito se nalezemo strahu s posnemanjem in opazovanjem obnašanja drugih. Je emocionalna osnova tesnobe, anksioznosti, ki je skupni imenovalec vseh čustvenih in tudi razpoloženjskih motenj in je tudi sestavni del temeljne osebnostne dimenzije, nevroticizma. 
Problem človeka je, da ne reagira s strahom in tesnobo le na dejanske nevarnosti, ampak na pričakovane in namišljene nevarnosti in neugodnosti, tudi takšne, ki se morda nikoli ne bodo zgodile . Pomembno je tudi, da razlikujemo med strahom in tesnobnostjo. Strah je pogosto povezan z določenimi vedenji bega in izogibanja, tesnobnost pa je posledica groženj, ki jih občutimo kot neizogibne in za katere se nam zdi, da jih ne moremo nadzirati. Strah se skoraj vedno nanaša na prihodnje dogodke, kot so poslabšanje trenutne situacije, ali pa nadaljevanje nevzdržne situacije. Strah je lahko tudi takojšnji odziv na trenutno dogajanje. Vsi ljudje imamo instinktiven odziv na potencialno nevarnost, ki je zelo pomemben za preživetje vrste. Razlikovati pa moramo tudi med normativnim strahom in fobijami. Veliko ljudi se npr. boji višine, a jih ta strah ne ovira v normalnem funkcioniranju. Šele ko ta strah postane tako intenziven, da človeka onemogoča v aktivnostih, ki jih je prej normalno opravljal, lahko govorimo o fobiji. Med najpogostejše strahove in fobije spadajo strah pred luknjami, aerofobija (strah pred letenjem), misofobija (strah pred bakterijami), klavstrofobija, astrafobija, strah pred psi, strah pred odprtimi prostori, strah pred višino, strah pred kačami in strah pred pajki.

## Pridobitev strahu
Za emocionalne procese je značilno, da so delno prirojeni in delno naučeni. Večina strahov je naučeno vedenje. Pri tem sodelujejo različne vrste učenja. S fiziološkimi reakcijami je najbolj neposredno povezano klasično in instrumentalno pogojevanje. Vendar pa emocionalno učenje vključuje tudi vrste učenja, ki niso neposredno povezane s fiziološkimi reakcijami . Taki obliki sta učenje s posnemanjem in verbalno učenje, ki vključujeta mišljenje, na učenje pa vplivata predvsem preko kognitivnih procesov.Po Rachmanu lahko strah pridobimo na tri načine: neposredno s pogojevanjem in posredno z opazovanjem (ang. vicarious or observational learning) oziroma s posredovanjem neke verbalne informacije (ang. verbal threat information). Torej se lahko strahu naučimo tudi, ko ni neposrednega kontakta z dražljajem. To nam pove dejstvo, da ljudje poročajo o strahu pred objekti, s katerimi niso bili v stiku, in pred situacijami, ki jih niso doživeli. Različni tipi informacij vplivajo na prepričanja o strahu. Negativna informacija lahko vpliva na porast strahu, pozitivna pa prepričanje o njem nekoliko zmanjša. Pri otrocih je pomembno, katera oseba preda informacijo. Odrasla oseba učinkoviteje preda informacijo o strahu na otroka kot njegov vrstnik. Poleg tega verbalna informacija o strahu vpliva tudi na približevanje (v primeru pozitivne informacije) oziroma izogibanje (v primeru negativne informacije) do nekega objekta.

### Modelno učenje strahu
Mnogo psihologov je že raziskovalo, kako razvijemo strah do nekega predmeta ali pojava.
V eni izmed mnogih raziskav so ugotovili, da se otroci fobij in ostalih strahov učijo z modelnim učenjem. Pri tem imajo na otroke zelo velik vpliv odzivi staršev. V zgodnjem otroštvu je priložnosti za posredno učenje od njih ogromno, saj otroci velik del časa preživijo doma. Še posebej pomembno vlogo igra vpliv mame. Dunne in Askew (2013)   sta primerjala otrokove občutke strahu in izogibajoče vedenje do neznanih živali po pozitivnem in negativnem (boječem) vzoru mater in tujih oseb. Raziskavo sta izvedla tako, da sta otrokom pokazala slike prestrašenih ali veselih obrazov (mama ali tujec) skupaj s slikami otrokom neznanih živali. Ugotovila sta, da je otrokov strah narasel potem, ko so videli živali v paru z boječim obrazom in upadel potem, ko so jih videli v paru z veselim obrazom; otrokovo povečanje ali zmanjšanje strahu se je vrnilo na prvotno raven s procesom odvajanja strahu (ang. counterconditioning) – negativne emocije so bile nadomeščene z bolj prijetnimi, pozitivnimi. Poleg tega je izogibajoče vedenje naraslo do živali v paru z boječim izrazom; učinki so bili podobni pri materah in tujcih – tip modela ni vplival na spremembe. Razlog je verjetno v tem, da so bili v tem primeru otroci starejši in že navajeni sprejemati informacije o vedenju s stani oseb, ki niso del družine. Vpliv matere na modelno učenje strahu do živali je največji, ko je otok star od 12 do 21 mesecev, nato se ta vpliv manjša. Študija je prav tako dokazala, da lahko naučene občutke strahu obrnemo z uporabo nasprotnega postopka, in sicer, da otrokom, ki so sprva videli kombinacijo živali in boječega izraza, pokažemo žival skupaj z veselim obrazom. To je bilo izvedeno z materami in tujimi osebami in opaziti ni bilo nobenih razlik, kar nasprotuje pričakovanjem, da bo strah, pridobljen preko matere, težje odpraviti s tujim modelom in je zanimivo zato, ker nakazuje, da pravočasen pozitiven vzor s strani kogarkoli, odstrani posredno naučene občutke strahu v tej starostni skupini. To je pomembna informacija za starše in vse tiste, ki delajo s šolskimi otroki, ker implicira, da lahko potencialno preprečijo ali odpravijo pridobljen strah.

### Pogojevanje strahu
Opredelitve in pojmi
Pogojevanje strahu je vedenjska paradigma, kjer se organizem nauči bati pogojnega dražljaja, povezanega z averzivnimi dogodki.
Brezpogojni dražljaj je dražljaj, ki brezpogojno, naravno in avtomatsko sproži vedenjski odziv.
Pogojni dražljaj je sprva nevtralen dražljaj, vendar z rednim združevanjem z brezpogojnim dražljajem sproži enak vedenjski odziv kot brezpogojni dražljaj.
Pogojni odziv je vedenjski odziv, izzvan s strani pogojnega dražljaja po pogojevanju.
Reprezentacije so predstave ali spomini senzoričnih atributov pogojnih ali brezpogojnih dražljajev.
Na osnovi korenitih sprememb v vedenju v odgovor na pogojni dražljaj, velja, da se pogojni dražljaj med pogojevanjem na nekaj asociira, vendar ostaja narava tistega nečesa kontroverzna. Mišljeno je, da se pojavi asociacija med reprezentacijami pogojnega in brezpogojnega dražljaja, ki sta definirana z njuno senzorično vsebino in izomorfizmom dražljajev iz okolja. V nekaterih modelih termin asociacija opisuje vez, ki povezuje reprezentacije pogojnega in brezpogojnega dražljaja v možganih. Torej, pogojni dražljaj aktivira reprezentacijo pogojnega dražljaja, ki prek vzdražnih asociacij sproži reprezentacije brezpogojnega dražljaja, ta pa nato izzove pogojni odziv. Namesto vezi šteje konvergenčni model asociacije kot mesta prekrivanja med reprezentacijami pogojnega in brezpogojnega dražljaja znotraj bazolateralne amigdale.
Te tradicionalne teorije dominirajo temu področju kljub pomanjkanju neposrednih dokazov za kodiranje reprezentacij brezpogojnega dražljaja. Pojem reprezentacij brezpogojnega dražljaja se dodatno zaplete zlasti pri enkratnem pogojevanju zaradi dejstev, kot so: 1) pogojevanje pogosto obsega le kratek brezpogojni dražljaj, ki lahko ni zadosten za oblikovanje trajnih reprezentacij brezpogojnega dražljaja; 2) pogojni odziv zamrzuje vedenje, čeprav se pričakuje, da bi neposredna aktivacija reprezentacij brezpogojnega dražljaja sprožila pogojni odziv, ki je podoben brezpogojnemu odzivu; 3) strah je lahko pridobljen tudi med odsotnostjo brezpogojnega dražljaja, ali prek pogojevanja drugega reda ali posredovanjem verbalne informacije ali z opazovanjem. Ta opažanja predlagajo, da nastanek reprezentacij brezpogojnega dražljaja ni ključen za pogojevanje strahu, kar pušča odprto vprašanje, kaj je tisto, kar asociira s pogojnim dražljajem.

## Strah pred uspehom
Koncept motiva o izogibanju uspehu je bil najprej zastavljen s strani psihologinje Homer. Homerjeva je trdila, da se ženske vidijo kot neprimerljive z moškimi in da je uspeh nasprotje ženskosti. Zaradi tega ima veliko žensk motiv izogibanja uspehu, kar vodi tudi v to, da postanejo zaskrbljene ob svojih dosežkih. Pričakujejo namreč negativne posledice, kot so zavrnitev družbe in/ali občutje neženskosti. V originalni študiji Homerjeve so ugotovitve sledeče: pri ženskah je pojav strahu pred uspehom veliko večji kot pri moških. Prav tako so se ženske z visokim strahom pred uspehom slabše odrezale v nalogah, kjer je bila prisotna tekmovalnost. Homerjevi so predvsem očitali, da je ocenjevala vedenje, ki je bilo specifično za določene situacije, ni pa upoštevala splošnih osebnostnih lastnosti posameznika, zato sta Zukerman in Allison (1976) razvila nov merski pripomoček, ki naj bi ponudil bolj objektiven vpogled v problem. Na izbrano temo je bilo opravljenih veliko raziskav, vendar si te velikokrat prihajajo v nasprotje.
Goh in Mealiea (1984)  sta se v svoji študiji poglobila v zvezo med strahom pred uspehom in delovno storilnostjo, trajanjem zaposlitve na trenutnem delovnem mestu in želenih rezultatov dela pri ženskah. Ugotovila sta, da imajo posameznice z nizkim strahom pred uspehom visoko samopodobo in visoko delovno motivacijo, ter obratno posameznice z visokim strahom pred uspehom, prav tako se ženske, ki imajo nizek strah pred uspehom ocenjujejo kot bolj delovno storilne. Ženske z visokim strahom pred uspehom bolj pogosto iščejo službe, ki so tipično ženske, medtem ko jih ženske z nizkim strahom pred uspehom manj pogosto. Rezultati so pokazali, da strah pred uspehom nima vpliva na trajanje zaposlitve.

## Strah pred neuspehom
Strah pred neuspehom se nanaša na pričakovanje negativnih izidov ali slabih rezultatov pri reševanju nalog in je povezan z izogibanjem situacijam, v katerih oseba lahko doživi neuspeh . Izogibanje ciljem, pri katerih pričakujemo neuspeh, ne zagotavlja vedenja, ki bi bilo pomembno za cilj, blokira vire, ki so pomembni za dosego cilja, in ovira usvojitev in izboljšanje strategije planiranja in strukturiranja priprav .

### Razvoj strahu pred neuspehom
Teevan in McGhee  ugotavljata, da k razvoju strahu pred neuspehom doprinesejo zgodnja materina pričakovanja, usmerjena v otrokovo neodvisnot in uspešnost, prejemanje nevtralnega odziva od mame, ko je otrok uspešno opravil aktivnost in ugodil maminim pričakovanjem in prejemanje kazni za neprimerno oziroma po maminem mnenju nezadovoljivo obnašanje. Če je mama torej nevtralna do zanjo pričakovanega obnašanja, je najverjetneje, da bo otrok do uspešnosti razvil negativen odnos in da ga bo v prihodnje motiviral strah pred neuspehom. Če mama opazi, da se otrok vede po njenih pričakovanjih in ga za to nagradi, bo otrok najverjetneje razvil pozitiven odnos do uspešnosti in ga bo v prihodnje motiviralo pričakovanje pozitivnih posledic uspeha.

### Strah pred neuspehom v športu
Sagar idr. trdijo, da se v športu strah pred neuspehom kaže predvsem v burnem reagiranju na odločitve sodnikov, dopingu in osipu mladih v športu ter ovirah, ki so za njih prisotne v športnih aktivnostih. Zgodnji teoretiki, ki so se ukvarjali s storilnostno motivacijo, pojmujejo strah pred neuspehom kot motiv, ki temelji na izogibanju in usmerja posameznika k preprečevanju neuspeha, ki mu povzroča občutek sramu. Sodobni teoretiki pa sram postavljajo v samo bistvo strahu pred neuspehom. Strah pred neuspehom je v športu močno prisoten in ima velik vpliv na posameznika in njegovo vedenje. Še posebej je ta fenomen prisoten pri mladih športnikih.

### Strah pred neuspehom v šolstvu
Ko je učenec soočen s situacijo, da ga v bližnji prihodnosti čaka test, se lahko nanjo različno odzove. Neuspehu na testu se lahko izogne tako, da se usmeri k pozitivnemu cilju in uspešno opravi test ali pa spremeni za njega osebni pomen neuspeha. To lahko naredi tako, da zelo zniža svoja pričakovanja za uspeh in je posledično manj razočaran zaradi slabšega rezultata, ali pa tako, da vzroka za neuspeh ne pripisuje svojim zmožnostim, ampak poišče drug razlog, na primer odlašanje z delom. Če je posameznika strah pred neuspehom, mu lahko usmerjenost k uspehu služi kot zaščita, ki omili strah pred neuspehom. Ko pa želja po uspehu ni prisotna, ima strah večji vpliv na šolski uspeh in se povezuje s pogostejšim odlašanjem z delom ter slabšimi rezultati. Odlašanje ali iskanje drugih razlogov za neuspeh je najpogosteje pri učencih, ki imajo visok strah pred neuspehom in hkrati nizko usmerjenost k uspehu . Berger in Freund  sta ugotovila, da strah pred neuspehom napoveduje odlašanje z delom in šlabšo organizacijo učenja, vpliva pa tudi na spremembo v počutju med pripravo na izpit in med samim izpitom. Avtorja navajata, da ima strah pred neuspehom tudi pozitiven vpliv na uspešnost pri izpitu, saj je zaradi povišane vzburjenosti tudi povišana motivacija za dosego cilja.
Haghbin, McCaffrey in Pychyl (2012) so raziskovali odnos med strahom pred neuspehom in odlašanjem. Ugotovili so, da je razmerje med strahom pred neuspehom in odlašanjem odvisno od kompetentnosti. Manj kompetentni učenci se bodo bolj verjetno zamotili z izvajanjem manj skrb vzbujajočih dejavnosti, ker verjamejo, da so posledice neuspeha odbijajoče in grozeče, kar v njih vzbuja negativna čustva. Avtorji so ugotovili tudi, da igra pomembno vlogo pri skupini bolj kompetentnih učencev občutek neodvisnosti, pri skupini manj kompetentnih učencev pa občutek neodvisnosti ni imel vloge. Pri bolj kompetentnih učencih je odnos med strahom pred neuspehom in odlašanjem nasproten. Ko učenec čuti večji strah pred neuspehom bo manj zavlačeval, razen če povečan strah pred neuspehom zmanjša njegov občutek neodvisnosti. Manjša neodvisnost lahko torej pri teh učencih sproži odlašanje .
Čeprav je bilo veliko raziskav glede strahu narejenih med zdravimi ljudmi, je področje strahu pri otrocih in adolescentih z duševno prizadetostjo precej neraziskano. Rezultati študij so pokazali, da so duševno prizadeti otroci in mladostniki bolj prestrašeni, da so pogosto slabo sprejeti v družbi, ali pa, da jih zdravi vrstniki celo zavračajo. Zaradi omejenih kognitivnih sposobnosti in spretnosti naj bi se otroci z duševno prizadetostjo soočali z mnogo več neuspehi kot preostali. Izkušnje neuspeha vodijo v manjša pričakovanja in zmanjšan občutek za kontrolo, kar pa povečuje stopnjo strahu, predvsem strahu pred neuspehom in ocenjevanjem sovrstnikov .

## Strah pred letenjem
Strah pred letenjem ali aerofobija je kombinacija ene ali več fobij, povezanih z letenjem. To so klavstrofobija ali strah pred zaprtimi prostori, in akrofobija ali strah pred višino. Je simptom in ne bolezen. Povzroči pa jo lahko veliko različnih dejavnikov. Strahu pred letenjem posvečajo vedno več časa, saj je potovanje z letalom vedno bolj popularno in za modernega človeka že skoraj neizbežno. Pri ljudeh, ki imajo zelo izražen strah pred letenjem je dovolj, že samo omemba o letenju, da pri njih vzbudi visoko anksioznost. Večina ljudi, pa se ne boji samega letenja ampak paničnih napadov, ki jih povezujejo z letenjem.
Strah pred letenjem naj bi bil prisoten pri kar 10-40% človeške populacije. Raziskava Monice Martinussen, Elisabeth Gundersen in Reidar Pedersen (2011)  je potrdila, da ima strah pred letenjem več žensk kot moških, ter da na strah pred letenjem zelo vplivajo izkušnje iz letališča (check in, varnostni pregled, prijaznost zaposlenih..). 
Na temo strahu pred letenjem je bila leta 2011 (Janice Hawkins-Gilligan, Judith A. Dygdon in Anthony J. Conger) izvedena raziskava o značaju oz. lastnostih strahu pred letenjem in ali je ta strah povezan s pogoji na letalu sli s stopnjo že »vkoreninjenega« « (angl. flight-embedded) strahu. Ljudi s strahom pred letenjem naj bi delili v tri skupine: tisti, ki sploh ne letijo, tisti, ki letijo samo če je to res nujno in tisti, ki letijo, a jim je ob tem skrajno neprijetno. Raziskovalci so menili (in tudi potrdili), da je strah pred letenjem posebna oblika strahu, ki lahko obstaja tudi brez specifičnih dejavnikov, ki naj bi strah povzročili (torej je lahko vrojen).
S to temo so se ukvarjali tudi Aliza Fleischer, Anat Tchetchik in Tomer Toledo (2012) , katere je zanimal vpliv strahu pred letenjem na izbiro letalskih družb in tudi same poti. Rezultati so pokazali, da so ljudje s strahom pred letenjem pripravljeni plačati več za »udobje« (oz. dejavnike, ki se zdijo posameznikom pomembni in jim dajejo občutek varnosti) na letalu, ki njihov strah zmanjšuje.
Strah pred letenjem je torej prisoten pri mnogih ljudeh in ti so pripravljeni storiti marsikaj, da bi svoj strah zmanjšali.

## Strah otrok pred živalmi
Otroci so starostna skupina, ki doživlja mnogo strahov. Mnogo bolj so dovzetni za dražljaje
iz okolja, ki povzročijo specifične odzive. Ni redko, da se bojijo teme, krvi, zobozdravnikov,
živali, višine itd. Nekateri otroci doživljajo strah pred živalmi, ki je neprilagodljiv, vztraja
dolgo časa in povzroča veliko stisko tako njim kot ljudem v njihovi okolici. Takšne oblike
strahov pogosteje imenujemo fobije. King idr.  navajajo najpogostejše odzive otrok,
ki trpijo za fobijami. Lahko se pojavijo misli o prestrašenosti, povečan srčni utrip, sprememba
dihanja, toga drža, sesanje palca in izogibanje pred težavami. Rachman  je razvil
teorijo treh poti, ki govori o treh načinih pridobitve strahu. Ti so direktno pogojevanje (npr.
pes napade otroka), modelno učenje (npr. otrok v prisotnosti psa opazuje prestrašen
odziv staršev) in navodila oz. informacije (npr. otrok sliši novice o napadu psa).

### Vpliv modelnega učenja na otrokov strah do neznanih živali
Občutek strahu je v otroštvu včasih zelo intenziven, a v večini primerov izgine prav tako hitro, kot se je pojavil. Toda pri majhnem delu otrok občutek strahu ostane in ovira normalno funkcioniranje. Nekateri so fobijam in strahovom bolj podvrženi kot drugi, kar je posledica različnih okoljskih in genetskih dejavnikov. Eden izmed takšnih dejavnikov je tudi modelno učenje ali učenje z opazovanjem modela, kar pomeni, da se otroci naučijo strahu do neznane živali tako, da opazujejo nek model, ki v interakciji s to živaljo izraža strah, zato tudi sami v prihodnje do te živali občutijo strah.
Številni avtorji so v različnih študijah raziskovali vpliv modelnega učenja. Reynolds, Field in Askew (2014)   so poleg že znanih vplivov na vedenjske odzive otrok, poskušali ugotoviti ali obstaja tudi povezava med modelnim učenjem in fiziološkimi odzivi (npr. srčni utrip). Raziskave so se lotili tako, da so otrokom pokazali fotografije treh njim neznanih avstralskih živali, pri čemer je bila ena naključna fotografija prikazana v paru z veselim obrazom, druga v paru z boječim obrazom, tretja pa je bila prikazana samostojno. V primerjavi z živaljo, ki je bila predstavljena sama, se je pri otrocih povišal strah do živali, ki so bile predstavljene skupaj z boječim izrazom na obrazu, znižal pa do živali, ki so bile v paru z veselim obrazom. Obenem je njihov srčni utrip opazno narasel, ko so se približali kletki, v kateri naj bi bila žival, katere fotografijo so videli v paru z boječim obrazom. Omenjena raziskava je torej kot prva vzpostavila povezavo med dražljajem in otrokovim povišanim srčnim utripom kot odgovorom na ta dražljaj.
Tudi prejem informacij s strani tretje osebe je eden izmed načinov modelnega učenja. Muris, van Zwol, Huijding in Mayer  so raziskovali ali je prepričanja o strahu mogoče »namestiti« v otroka. Starši so dobili informacije o neznani živali, nekateri pozitivne, drugi negativne, tretji pa mešane. Nato so dobili navodilo, naj te informacije prenesejo svojim otrokom s tem, da jim opišejo serijo izmišljenih soočenj s to živaljo. Rezultati so pokazali, da so otroci, ki so prejeli negativne informacije, izrazili znatno povečanje, otroci, ki so prejeli pozitivne informacije, pa znatno zmanjšanje občutka strahu. Vse to kaže, da procesi učenja igrajo pomembno vlogo v oblikovanju otroških strahov. Pri starših, ki so prejeli mešane informacije, je bila pri prenosu občutka strahu odločilna njihova stopnja anksioznosti. Tisti z višjo stopnjo so pripovedovali bolj negativno, tisti z nižjo, bolj pozitivno. Izsledki raziskave so pomembni, ker kažejo, da se s pozitivnimi verbalnimi informacijami s strani staršev lahko zniža otrokov strah, kar je pomembna preventivna strategija.

## Strah pred padanjem
Padec je najpogostejša oblika nesreče pri starejših ljudeh. Murphy  trdi, da zaradi vsakodnevnega soočanja s padci pri vsakdanjih opravilih, veliko ljudi v starejših letih razvije strah pred padanjem, ta pa ima mnogo slabih posledic. Čeprav zaradi samega padca ni bilo nujne fizične poškodbe, strah pripravi osebka do zmanjšanja fizične in mentalne aktivnosti. Strah vpliva na samopodobo in samozavest ter povzroči občutek slabosti in nesposobnosti. Zaradi pretiranega strahu lahko pride tudi do depresije, ki vodi k slabši kvaliteti življenja. Ljudje, ki doživljajo strah, se ne bi smeli bati tega priznati, ampak bi morali biti deležni fizične in psihične pomoči.

## Strah pred osamljenostjo
V današnjem času je na eni strani zelo prisoten strah pred navezanostjo, bodisi na drugo osebo, žival, predmet, blagovne znamke itd., ter na drugi pred tem, da bi ostali sami. Zahodna družba ohranja ideologijo, da je romantični odnos najpomembnejše družbeno razmerje. Takšna prepričanja v ljudeh vzbujajo strah pred posledicami v primeru, da svojega življenjskega partnerja ne najdejo. Ta pritisk in strah pred tem, da bi ostali sami, lahko ljudi privede tako daleč, da se jim vsakršno razmerje zdi boljše kot pa, da so samski, kljub temu, da imajo določena pričakovanja in zahteve (fizična privlačnost, socialni status, potencial za intimnost itd.). Vsak človek hrepeni po nekom, saj potrebuje nekoga s katerim se razume, počuti ljubljenega in mu predstavlja varen prostor, kamor se lahko zateče v stresnih trenutkih. Ti osnovni biološki in psihološki pritiski po socialnih povezavah lahko vodijo do strahu pred tem, da bi ostali sami. Spielmann, MacDonald, Maxwell, Joel, Peragine, Muise, Impett, (2013)  so izvedli raziskavo v kateri so ugotovili, da strah pred tem, da bi ostali sami povzroča, da so ljudje manj selektivni, ne iščejo tistega kar hočejo in se sprijaznijo s tistim kar dobijo. Rezultati kažejo, da osamljenost predstavlja veliko skrb za veliko število ljudi.

## Strah pred intimnostjo
Intimnost predstavlja glavni cilj v zgodnji odraslosti, je ljubezen in naklonjenost, spoznanje, da te ima nekdo rad, si te želi blizu in zaupanje. Ljudje se bojijo samote, zato neprestano iščejo bližino in zvezo. Kljub temu nekateri niso sposobni imeti zdravih medsebojnih odnosov, ki bi temeljili na zaupanju, izmenjevanju čustev in bi bili dolgotrajni. Ta pojav imenujemo strah pred intimnostjo. Za ljudi, ki se bojijo tesnih medosebnih odnosov, v katerih bi se počutili varne, je značilno, da so njihovi partnerski odnosi neprilagojeni, težavni, kratkotrajni ali pa jih sploh nimajo.

### Dejavniki, ki vplivajo na strah pred intimnostjo
Strah pred intimnostjo je sestavljen iz strahu pred razkritjem samega sebe in iz strahu pred navezanostjo (Sobral, Costa, 2015) vsi trije pa imajo korenine v otroštvu in takratnih odnosih ter izkušnjah s starši in skrbniki. 
Preko teh zgodnjih odnosov v otroštvu torej posameznik oblikuje model sebe (kot vredne lastne ljubezni ali ne) in model drugih, (kot zanesljive, vredne zaupanja, ali ne). Če je otrok deležen sočutja in emocionalne bližine, ter če so starši dostopni in odzivni na psihične potrebe, otrok razvije občutek varnosti in kasneje zaupa drugim v razmerju (stili navezanosti). V nasprotnem primeru, pri zapostavljenosti in oddaljenosti staršev, pa v odraslosti dvomijo vase in v druge.
Slabši medosebni odnosi oziroma strah pred intimnostjo je večji pri ljudeh, ki so bili v otroštvu spolno ali fizično zlorabljeni, ki so bili deležni neprimerne vzgoje ter jim starši niso izkazovali dovolj ljubezni in so imeli negativne izkušnje v predhodnih odnosih.
Slovenska psihologinja dr. Tanja Repič (2005)  je v raziskavi preučevala kako sta povezana fizična zloraba v otroštvu in strah pred intimnostjo v partnerskih odnosih. V raziskavi je preučevala 4 skupine ljudi, ki so v različnih partnerskih odnosih. Te skupine so sestavljali: ločeni, poročeni, neporočeni pari, ki živijo skupaj in neporočeni pari, ki ne živijo skupaj. Ugotovila je, da se intimnosti najbolj bojijo ločeni, najmanj pa tisti, ki niso poročeni in živijo skupaj. Vsi tisti, ki so bili v otroštvu fizično zlorabljeni, so se bolj bali intimnosti kot tisti, ki v otroštvu niso bili fizično zlorabljeni. Tako je fizična zloraba eden izmed dejavnikov, ki je povezana s strahom pred intimnostjo.
V zadnjem času, ko je prišlo do porasta nasilja, so starši govorili otrokom, da ne smejo zaupati tujcem. Znanstveniki so ugotovili, da je to povezano s strahom pred intimnostjo pri mladostnikih. Tisti mladostniki, ki so jih starši učili nezaupanja v tujce, so se bolj bali intimnih odnosov. Predvsem se je to kazalo pri dekletih, ki so poleg strahu pred intimnostjo občutila tudi osamljenost.
Tudi tisti, ki so v otroštvu doživeli travmatsko izkušnjo, kot je na primer holokavst, so se kot odrasli bolj bali intimnih odnosov. Predvsem tisti, ki so bili zaprti v taborišča, so se kasneje v življenju bali tesnih odnosov.

### Posledice v partnerskih odnosih
V odnosih, kjer ni dovolj varnosti za izražanje svojega strahu in šibkosti drug pred drugim, bo prišlo do prikrivanja lastne ranljivosti, kar podzavestno sproži te iste občutke pri partnerju. Osebe s strahom pred intimnostjo so nagnjene k izbiranju romantičnega partnerja s podobnimi težavami, s strahom pred ranljivostjo, kar privede do konfliktov. To prepreči intimnost in razmerje ki si ga oba želita, ker konfliktov ne rešujeta oz. si ne izpovesta čustev (Repič, 2007)

## Strah pred zaprtimi prostori (klavstrofobija)
Fobija je oblika bolezenskega strahu pred nekimi predmeti, položaji, bitji ali pojavi . 
Klavstrofobija pa je torej nek situacijski strah, ki ga spremlja močna tesnoba v odnosu do zaprtih prostorov in psihološko omejujočih situacij. Posamezniki, pri katerih so izraženi znaki klavstrofobije, se po navadi bojijo omejevanja na več različnih načinov oziroma omejevanja v mnogih različnih prostorih, kot so npr. majhne sobe, predori, dvigala, vlaki, avtobusi in prenatrpani prostori. Mnogi klavstrofobični posamezniki se bojijo tudi zadušitve. Skrbi jih namreč, da v prostoru, ki jih omejuje, ne bo dovolj kisika, ki bi omogočal normalno dihanje .
Nekateri avtorji trdijo, da se vzrok za klavstrofobijo skriva v napačnem subjektivnem zaznavanju in doživljanju prostora, ki nam je blizu. Spet drugi pa poudarjajo tudi biološke dejavnike, ki lahko vplivajo na pojav klavstrofobije. Ti dejavniki so npr. razna vnetja v človeškem organizmu in pospešeno bitje srca .
Klavstrofobija je pogosto povezana tudi z agorafobijo, ki pa pomeni strah pred biti ujet sam v velikem odprtem prostoru. Namreč predvidevajo, da sta obe fobiji sledova primitivnega strahu: strah pred napadom je bil velik v velikem, nezaščitenem prostoru, ali pa v majhnem, zaprtem prostoru, kjer beg ni bil možen. Zatorej se ti dve fobiji pogosto pojavljata skupaj, kar pomeni, da ima posameznik, ki je diagnosticiran s klavstrofobijo, pogosto tudi simptome agorafobije. Ljudje s klavstrofobijo lahko brez večjih posledic, razen stalnega izogibanja tesnobnih situacij, živijo celo življenje. Do težav pa prihaja, ko mora taka oseba opraviti določene medicinske teste zavoljo svojega zdravja, ki zahtevajo mirno ležanje v ozkem tunelu ali pa jim celo fiksirajo glavo MRI. Rešitev je ponudila raziskava, kjer so virtualno realnost učinkovito uporabili kot distrakcijo med samim medicinskim posegom. V sorodnih raziskavah pa so poročali tudi o učinkoviti uporabi virtualne realnosti za zdravljenje klavstrofobije in tudi nekaterih drugih motenj( agorafobija, strah pred letenjem, itd.) na dolgi rok..

## Strah pred smrtjo
Strah pred smrtjo naj bi bil prirojen in univerzalen, vse kar namreč ogroža naše telo, čutimo kot nelagodje. Kljub temu vsak posameznik strah pred smrtjo različno dojema in se z njim spopada (pri starenje se bolj več soočujemo s strahom), njegovo doživljanje pa se spreminja skozi različna življenjska obdobja in postanujemo več zavestne o smrti kot neizogibljiv proces.
In čeprav sodi med najbolj neprijetna čustva, ima velikanski pomen. Je vodilno čustvo pri soočanju z nevarnostmi, uravnava naše izogibalno obnašanje. Nekateri menijo, da ima pojem smrti in strah pred njim pomembno vlogo pri pojavu depresije, v psihopatologiji ter v primerih psihosomatskih motenj. Strah pred smrtjo naj bi bila univerzalna reakcija in se pojavlja pri otrocih, posameznikih srednjega obdobja in starostnikih.
Raziskave so pokazale, da je odziv na spremenljivke vrednotenje koncepta smrti, dejavnik zavedanja smrti, dejavnik veroizpovedi in odnos do udeleževanja pogrebov povezan s stopnjo strahu pred smrtjo. In sicer, višji kot je strah pred smrtjo, nižji je koncept vrednotenja smrti. Posamezniki iz skupin z visoko stopnjo strahu so smrt večkrat opisali kot slabo, kruto in temno v primerjavi s posamezniki iz skupin z nizko stopnjo strahu, imeli pa so tudi višji dejavnik zavedanja smrti. Pogosteje so razmišljali o smrti in brali osmrtnice. Udeleženci te skupine so bili tudi manj verni in so se pogosteje izogibali pogrebom, kar kaže na to, da ima vera pozitiven vpliv pri soočanju s smrtjo. Pri močnejši veri je tako strah pred smrtjo manjši.
Se pa strah pred smrtjo različno kaže pri različnih verah. Pri primerjavi budistov in kristjanov prvi kažejo nekoliko nižji strah pred smrtjo. Odvisno je tudi ali je verovanje intrinzično ali ekstrinzično. Intrinzično verovanje strah pred smrtjo zmanjšuje ne glede na vero, ekstrinzično verovanje pa je pozitivno povezano s sprejetjem smrti in zmanjšanjem strahu le pri budistih. Sicer pa naj bi se med verniki smrti najbolj bali muslimani, kajti ti imajo v svoji veri največ omejitev in strogih pravil.
Druge ugotovitve  pa kažejo, da so tisti, ki so strah pred smrtjo zanikali, sebe ocenili kot mnogo bolj verne od vseh ostalih, ki so potrdili, da se smrti bojijo. Ugotovitve so, da so tisti, ki so priznali strah pred smrtjo občutno mlajši od udeležencev raziskave, ki so strah zanikali.
Strah pred smrtjo se pojmuje v različnih dimenzijah. Lahko čutimo strah pred lastno smrtjo in umiranjem ali pa pred smrtjo drugih in njihovim umiranjem. Strah pred smrtjo drugih je bistveno večji od ostalih treh strahov. Raziskava  tudi kaže, da se na splošno pri osebah, ki imajo večji strah pred lastno smrtjo in umiranjem, pokaže tudi večji strah pred smrtjo in umiranjem drugih. Nasprotno, za osebe ki čutijo nizek strah do lastne smrti, ni nujno, da čutijo nizek strah do smrti in umiranja drugih.
Ljudje kategoriziramo strah pred smrtjo na dva aspekta: na teme povezane z dogodkom smrti kot so negotovost glede časa in kraja, nevednost o posmrtnem življenju; končnost, ki jo dogodek prinaša; in na teme o bolečini in trpljenju zaradi smrti kot je strah pred fizično in čustveno bolečino ob zapuščanju drugih za sabo, ob izgubi drugih.
Na strah pred smrtjo pa ne vpliva samo starost, ampak tudi spol. Moški in ženske se pomembno razlikujejo z vidika strahu pred smrtjo in umiranjem. V obeh primerih so o večjem strahu poročale ženske.,

## Strah pred višino
Akrofobija (strah pred višino) je ena od najpogostejših fobij. Prisotna je pri enem izmed dvajsetih posameznikov; seveda pa višina pogosto vzbuja strah pri vseh ljudeh, kar nakazuje na možnost, da akrofobija predstavlja hipersenzitivno manifestacijo vsakodnevnega, racionalnega strahu.
Carlos M. Coelho in Wallis Guy (2010)  sta ugotovila, da strah pred višino povzroči močna čustva nelagodja in strahu pri drugače mirnih posameznikih.
Akrofobija se pogosto povezuje z depresijo in ostalimi anksioznostnimi motnjami. Ugotovitve študij nakazujejo na korelacijo med akrofobijo in anomalijami v nadzoru ravnotežja. Prav tako se pri ljudeh z akrofobijo pojavljajo anomalije v vizualni percepciji gibanja; posamezniki s strahom pred višino so bolj dovzetni za interakcije med ravnotežjem in kognicijo.

### Akrofobija pri dojenčkih
Splošno znano je, da se plazeči dojenčki izogibajo nevarnih prepadov, ker je tudi pri njih prisoten strah pred višino, vendar nedavne raziskave na tem področju nakazujejo na dejstvo, da temu morda ni tako-ni dokazov s katerimi bi lahko trdili, da je pri dojenčkih res prisoten strah pred višino. Dojenčki se izogibajo nevarnim prepadom površine po kateri se plazijo, ker se zavedajo svojih gibalnih sposobnosti in lastnosti fizičnega okolja. Edina telesna reakcija, ki nakazuje na prisoten strah pred višino, v prisotnosti zaradi višine nevarne situacije, je pospešeno bitje srca, ki bi ga lahko pripisali tudi splošni navdušenosti nad neznano situacijo. Prisotni niso niti obrazni izrazi, ki se na splošno pojavljajo pri doživljanju straha-v večini primerov so se dojenčki v takšnih situacijah celo smejali.

## Strah pred posmehom
Gelotofobija ali strah pred posmehom je ena izmed oblik socialnega strahu. Posameznika je strah, da bi pred drugimi izpadel neumno in bi se mu zaradi tega smejali. Prav tako smeh drugih brez pravega razloga poveže s sabo in meni, da je namenjen njemu. Dios idr.(2010). so v študiji ugotovili, da je strah pred posmehom bolj izrazit pri socialno anksioznih ljudeh. Ugotavljajo tudi, da je strah pred posmehom po vsej verjetnosti rezultat izkušenj iz preteklosti, in sicer tega ali in kako so se nekomu že posmehovali.

## Strah pred javnim nastopanjem
Strah pred javnim natopanjem lahko delimo na dva splošna tipa. Prvi, ki je tudi bolj pogost, zajema razvoj napetosti in strahu ob javnem nastopanju že v zgonjih obdobjih življenja. Podobne situacije doživete že v času osnovnega šolanja zelo prispevajo k razvoju tega strahu. Drugi tip se pojavi v poznejših obdobjih, predvsem hitro in pri osebah, ki tega strahu prej niso doživljale. Pogosto, ko so poslušalci ali gledalci mlajši od nastopajočega.

### Igralci
Strah pred javnim nastopanjem je pogosta težava pri nastopajočih umetnikih. Ima različne učinke, od težav s spominom in zaskrbljenosti, do fizičnih simptomov kot sta tresenje in slabost.
Andrew Steptoe je s svojimi sodelavci raziskoval, kako strah pred javnim nastopanjem vpliva na šolane igralce. Skoraj polovica je doživljala neko stopnjo strahu, ta pa je pomembno vplival la njihov fiziološki odziv in druge vidike. Ženske bolj intenzivno doživljajo strah pred javnim nastopanjem kot moški, intenzivnosti strahu pa ne zmanjšajo niti predhodne izkušnje z nastopanjem. Igralci, ki so bolj ekstravertirani, na splošno doživljajo manj strahu pred javnim nastopanjem. Nasprotno igralci, ki izražajo značilnosti nevroticizma, na splošno doživljajo več strahu pred javnim nastopanjem. Da bi zmanjšali strah, se igralci pred nastopom pogosto sproščajo ali meditirajo. Strah lahko spremljajo tudi fizične težave, kot so težave s prehranjevanjem, povečana razdražljivost in izpuščaji na koži.

### Zmanjšanje strahu pred javnim nastopanjem s pomočjo virtualne terapije
Ljudje, ki imajo strah pred javnim nastopanjem se po navadi izogibajo situacijam v katerih bi morali govoriti pred občinstvom. Ko se takim situacijam ne morejo izogniti, doživljajo veliko mero strahu, stresa, napetosti in tesnobe. Virtualna terapija je uveljavljajoče zdravljenje za zmanjšanje anksioznosti pred javnim nastopanjem. S pomočjo VRT(virtual relaty therapy)  lahko vzpostavimo repliko okoliščin, ki se pojavijo, ko se oseba znajde v situaciji javnega nastopanja. Pri oblikovanju virtualne resničnosti je pomembno, da prostor oblikujemo tako, da se na najboljši možen način približamo dejanski situaciji. Terapevti lahko tudi nadzorujejo oz. spreminjajo odziv virtualne publike, kar pripomore k odpravljanju strahu, saj se posamezniki lahko soočijo tako s pozitivnim (aplavz, prikimavanje, pozornost) kot negativnim (klepetanje, zehanje, odhod iz dvorane) odzivom publike. Haris idr. (2002)  so v raziskavi ugotovili, da se je strah pri udeležencih po uporabi VRT zmanjšal. Pomemben element pri odpravljanju strahu je tudi zmožnost nadzorovanja verbalne komunikacije virtualne publike z govorcem. Haris in sodelavci  niso pri udeležencih v VRT zabeležili nobene neprijetnosti ob uporabi računalniške opreme – headgear-ja. 

## Strah pred temo
Občutke strahu lahko spodbudijo besede ali pa podobe. Je osnovno čustvo, ki je lahko prisotno v vseh razvojnih obdobjih. Raziskovalca Levos in Zacchilli  sta ugotovila, da je strah pred temo realistični strah. Otroci razvijejo določen strah kot odgovor na določenih točkah razvoja glede na dejavnike okolja, ki pa niso nujno razumski in realni. Starejši otroci pa imajo običajno bolj realistične strahove. Možno je, da se otroški nerealni strah pred temo pretvori v bolj realističnega v odraslosti. Ugotovili so, da niso potrebni posebni dejavniki, da nas je v temi strah. Dovolj je že misel na nevarnost ali premalo možnih skrivališč, kamor bi se lahko zatekli v primeru nevarnosti. Pri tem pa je pomembno tudi, kakšna čustva in občutke imamo do samega prostora in ne zgolj osvetljenost tega prostora. Strah v temi je najpogosteje povezan s tem, da posameznik misli, da bo postal žrtev nasilja. Ženske, še posebej mlade, so bolj nagnjene k temu, da se vidijo kot žrtev, običajno zaradi možnosti posilstva. Če je ta strah pred temo močan in traja dalj časa, lahko preraste v fobijo.
Ker je veliko otok kot tudi posameznikov strah teme, so razvili posebne metode s katerimi bi lahko zmanjšali strah. Ena izmed učinkovitih tehnik zmanjšanja strahu je ponavljanje stavkov pred spanjem, ki spodbujajo misli o otrokovi kompetentnosti in sposobnosti, da se znajdejo v temi. Primer takega stavka je: "Jaz sem pogumen deček/deklica, lahko poskrbim zase v temi." To je namreč veliko bolj učinkovito od nevtralnih stavkov in celo bolj od razmišljanja o pozitivnih stvareh teme.

## Strah pred ponovitvijo raka
Strah pred ponovitvijo raka je strah, da bi bolnik, ki je prebolel raka, za le-tem ponovno zbolel na istem ali drugem mestu v telesu (Vickberg, 2013). Prizadane lahko bolnika samega, o možnosti ponovitve bolezni pri njem pa strahove razvijejo tudi ljudje okrog njega, posebej tisti, ki ga skozi potek bolezni negujejo . O tem precej neraziskanem pojavu je znanega bolj malo, v splošnem pa se strokovnjaki strinjajo, da je to eden najbolj razširjenih psihičnih problemov pacientov z rakom in da veliko pacientov s tem problemom ne dobi ustrezne pomoči oz. zdravljenja. Celostna rehabilitacija bolnika z rakom ne zajema le medicinskega, pač pa tudi psihosocialno in poklicno področje. Znano je, da je čustveno okrevanje največkrat počasnejše od telesnega (Sevšek, 2010) Arhivirano 2015-12-22 na Wayback Machine.. Več strokovnjakov meni, da je pri pomoči bolnikom, ki doživljajo strah pred ponovitvijo raka, pomemben individualni pristop  , saj so narava in sprožitelji strahov ter strategije spopadanja z njimi različni od bolnika do bolnika, opozarjajo pa tudi, da je zgodnje ukrepanje pri strahovih, ki bi potrebovali klinično obravnavo, ključnega pomena pri preprečevanju tega, da bi problem postal kroničen .

### Strahovi pred ponovitvijo raka v kontekstu zdravljenja bolezni in njihove povezave z značilnostmi bolezni
Joseé Savard in Hans Ivers  sta v raziskavi leta 2012 preučevala razširjenost in razvoj strahu pred ponovitvijo raka v procesu zdravljenja bolezni in njegovo povezavo z različnimi značilnostmi te bolezni. Rezultati so pokazali, da so bili strahovi pred ponovitvijo raka pri pacientih, v nasprotju s splošno razširjeno domnevo, da ti postanejo intenzivnejši po končanem zdravljenju, največji v času okrog operacije raka. Pri merjenju v kasnejših obdobjih zdravljenja so bili občutno nižji, hkrati pa so se vrednosti stabilizirale in približno enako ostale vse do zadnjega merjenja, 18 mesecev po operaciji vsakega bolnika. Pri približno polovici bolnikov so bili odkriti strahovi, ki bi potrebovali klinično obravnavo, še največ pri bolnikih s hujšimi vrstami raka (npr. rakom glave in vratu). Kar se tiče povezave strahu pred ponovitvijo raka in značilnostmi bolezni same, so bile ugotovljene naslednje povezave: slabša, kot je prognoza (napoved, predvidevanje strokovnjaka), večji je strah pred ponovitvijo raka, večji pa je tudi pri pacientih, pri katerem je bilo uvedeno dopolnilno zdravljenje, posebej kemoterapija.

### Intenzivnost, narava in sprožitelji strahov pred ponovitvijo raka in najpogostejše strategije spopadanja z njimi
Suzanne M. Johnson Vickberg   je leta 2001 preučevala intenzivnost, naravo in sprožitelje strahov pred ponovitvijo raka in najpogostejše strategije spopadanja z njimi pri etnično mešanem vzorcu žensk, ki so prebolele raka na dojkah. Kar se tiče intenzivnosti, so bili pri 31% udeleženk odkriti močni strahovi, hkrati pa je bilo ugotovljeno, da ima vsaka od teh udeleženk konkreten razlog, da misli, da se je rak ponovil (npr. to, da je v diagnostičnem postopku, ki še ni potrdil prisotnosti ali odsotnosti ponovitve bolezni). Pri 37,5% sodelujočih so bili strahovi zmerni in niso bili središča življenj teh pacientk, pri 31% pa zanemarljivi, ali pa jih sploh ni bilo. Kar se tiče narave strahov, je bilo ugotovljeno naslednje: pri 75% pacientk so bili strahovi pred ponovitvijo raka povezani s strahom pred smrtjo, pri 37,5% s strahom pred kemoterapijo (opomba: samo 56% udeleženk je bilo dopolnilno zdravljenih s kemoterapijo), pri 31% s strahom pred čustveni stiskami, pri 25% s strahom pred trpljenjem ljubljenih oseb, pri enakem odstotku pacientk pa tudi s strahom pred izgubo dojke in strahom pred tem, da bi ponovitev pomenila hujšo obliko bolezni. Identificiranih je bilo več sprožiteljev strahov pred ponovitvijo raka, med najpogosteje zastopanimi pa so bili: to, da pacientke slišijo karkoli o raku in bližina drugih ljudi z rakom (pri 75% udeleženk), situacije, v katerih bi lahko izvedele o ponovitvi bolezni (npr. obiski pri zdravniku, mamografija – pri 44% udeleženk), telesne posledice bolezni (pri 19% udeleženk) in planiranje aktivnosti v prihodnosti (pri 12,5% udeleženk). 44% se je pri spopadanju posluževalo socialne podpore (npr. podpora družine, prijateljev, drugih preživelih bolnikov, profesionalna pomoč), 44% vedenjskih strategij spopadanja (npr. zamotiti se skozi rutinske dejavnosti, zdrav življenjski slog), 37,5% kognitivnih strategij spopadanja (npr. izogibanje razmišljanju o bolezni, vera v zdravnike), 19% religije.

### Strah pred ponovitvijo raka pri pacientu in njegovem negovalcu v družinskem okolju kot posledica osebnih faktorjev in stresorjev
Avtorji Mellon, Kershaw, Northouse in Freeman-Gibb  so leta 2006 izvedli raziskavo, v kateri so preučevali, ali in kateri osebni faktorji (starost, izobrazba, spol in rasa), stresorji (družinski stresorji in stresorji, ki izvirajo iz bolezni), družinski faktorji (trdoživost družine, socialna podpora znotraj le-te) in posameznikovo vrednotenje bolezni vplivajo na strahove pred ponovitvijo raka pri bolniku in njegovem negovalcu, in ali je pri teh strahovih opaziti medsebojno povezanost. Rezultati kažejo, da medicinski faktorji (vrsta in stopnja raka, način zdravljenja) niso imeli vpliva na strahove o ponovitvi, kot tudi ne spol, rasa, izobrazba posameznika in stresorji, ki izvirajo iz bolezni. Nakazujejo tudi, da so bili strahovi večji pri posameznikih, ki so poročali o večjem družinskem stresu in bolj negativnem vrednotenju bolezni, in da je vrednotenje bolezni posameznika bolj pozitivno večja kot sta trdoživost družine in socialna podpora znotraj le-te. Glede na rezultate bolniki in družinski negovalci vplivajo na strahove drug pri drugem, s tem da so le-ti bistveno večji pri družinskih negovalcih. Avtorji so odkrili, da ima pri tej povezavi strahov vlogo tudi starost bolnika in negovalca — bolj kot je eden od dveh mlad, večji bodo strahovi pred ponovitvijo raka pri starejšem.

## Uporaba strahu pri oglaševanju
Da bi na nevarnost določenih produktov ali dejanj opozorili širšo javnost, uporabimo oglaševanje. Obstaja več načinov oglaševanja, med katerimi pa je tudi tako, ki uporablja strah. Strah je uporabljen za oglaševanje mnogih izdelkov, storitev in varnostnih opozoril. Raziskava (Mukherjee & Dubé, 2012). kaže na to, da visoki nivoji tenzije strahu izvabljajo obrambne odzive pri občinstvu, kar pa okrni efekt prepričljivosti oglasa. Humor lahko reducira obrambne odzive pri občinstvu in poviša prepričljivost oglasu s strašljivo vsebino. Humor je lahko tesnilo za negativne efekte previsoke stopnje strahu in tako izboljša efektivnost oglaševanja s strahom.

## Premagovanje strahu
Da lahko strah nadzorujemo, si moramo zadati cilje ki strmijo k premagovanju strahu ali pa poiskati strokovno pomoč. Načini kako premagujemo strah so mnogi. Ventis, Higbee in Murdock  so se leta 2001 poglobili v raziskavo, kakšen pristop je najbolj optimalen pri premagovanju strahov pri arahnofobiji. Raziskovali so kako lahko skoraj izničimo vpliv strahu s pomočjo sistematičnih postopkov ter humorja. Tako humorni pristop kot sistematičen pristop kazala enake učinke na reduciranje strahu. To naj bi pomagalo pri aplikaciji terapevtskih sej ter posameznikom v vsakdanjem življenju, ki se spopadajo z visoko ravnijo strahu.